# Strawberry Fields Forever
Strawberry Fields Forever är en Beatleslåt från 1967 skriven av John Lennon. Paul McCartney står med som upphovsman till låten, men Lennon komponerade i stort låten själv. Låten brukar ses som en höjdpunkt inom den psykedeliska musiken. Låten spelas i filmerna Sgt. Pepper's Lonely Hearts Club Band, I Am Sam och Across the Universe.

## Låten och inspelningen
Låten spelades in 1966, ursprungligen avsedd för Sgt. Pepper-albumet, men släpptes istället som singel i februari 1967. Den blev dubbel A-sida med Penny Lane. Båda låtarna togs sedan med på den amerikanska versionen av Magical Mystery Tour-albumet.
Strawberry Field var ett barnhem som drevs av Frälsningsarmén i Liverpool där Lennon brukade leka som liten. (Det riktiga ortnamnet stavas i singularis, alltså Strawberry Field.) Barnhemmet stängdes 2005.
Låten är ganska drömmande och varm och man blir kanske förvånad i slutet då man tror att låten är slut. Plötsligt efter några sekunders tystnad börjar ett par flöjter spela okontrollerat och stressat tillsammans med trumslagning. Allt tonas ner och man kan höra en spöklik John Lennon säga "Cranberry Sauce". Enligt dem som letar ledtrådar till Paul is dead-fenomenet säger han "I buried Paul", "jag begravde Paul".
Från början spelades låten in med den vanliga rockinstrumentationen, men Lennon var missnöjd med resultatet. Gruppens producent George Martin hjälpte honom då att göra en version med trumpeter och cello. Lennon blev då nöjd med den första delen av den ena versionen och slutet av den andra, varpå han ville att Martin skulle klippa ihop båda versionerna, trots att de gick i olika tonarter och olika tempo. Martin lyckades med detta genom att variera hastigheten. Bland instrumenten i den slutliga versionen återfinns gitarr, piano, mellotron, bas, surmandal (ett slags indisk cittra, spelad av George Harrison) och olika sorters trummor.